# Göran Rossling
Göran Rossling, född 1 augusti 1941, död 2 oktober 2021, var en svensk tecknare och art director, verksam inom reklam. Han var en av grundarna av reklambyrån Tecknargården, sedermera Borstahusen Informationsdesign i Landskrona. Mest känd är han för att ha skapat Bluetooth-logotypen och en grafisk manual för TetraPak. Göran Rossling är tillsammans med Lars Hinn författare till böckerna Företagsidentitet: från corporate identity till praktisk företagsprofilering, utgiven av Liber-Hermods 1994 och Instant recognition and world class brands, utgiven av Arena förlag 1994.